# Tlumačov (Zlín)
Tlumačov é uma comuna checa localizada na região de Zlín, distrito de Zlín.